# Gliniarz naścienny
Gliniarz naścienny, formierz zdun (Sceliphron destillatorium) – owad zaliczany do rodziny grzebaczowatych z rzędu błonkówek. Występuje w północnej Afryce, Europie i Azji po Zachodnią Syberię, Chiny i Mongolię. W środkowej Europie przebiega północna granica jego zasięgu. W Polsce po raz pierwszy stwierdzony w latach 60. XX wieku, od 2000 roku rośnie liczba jego stwierdzeń w kraju.

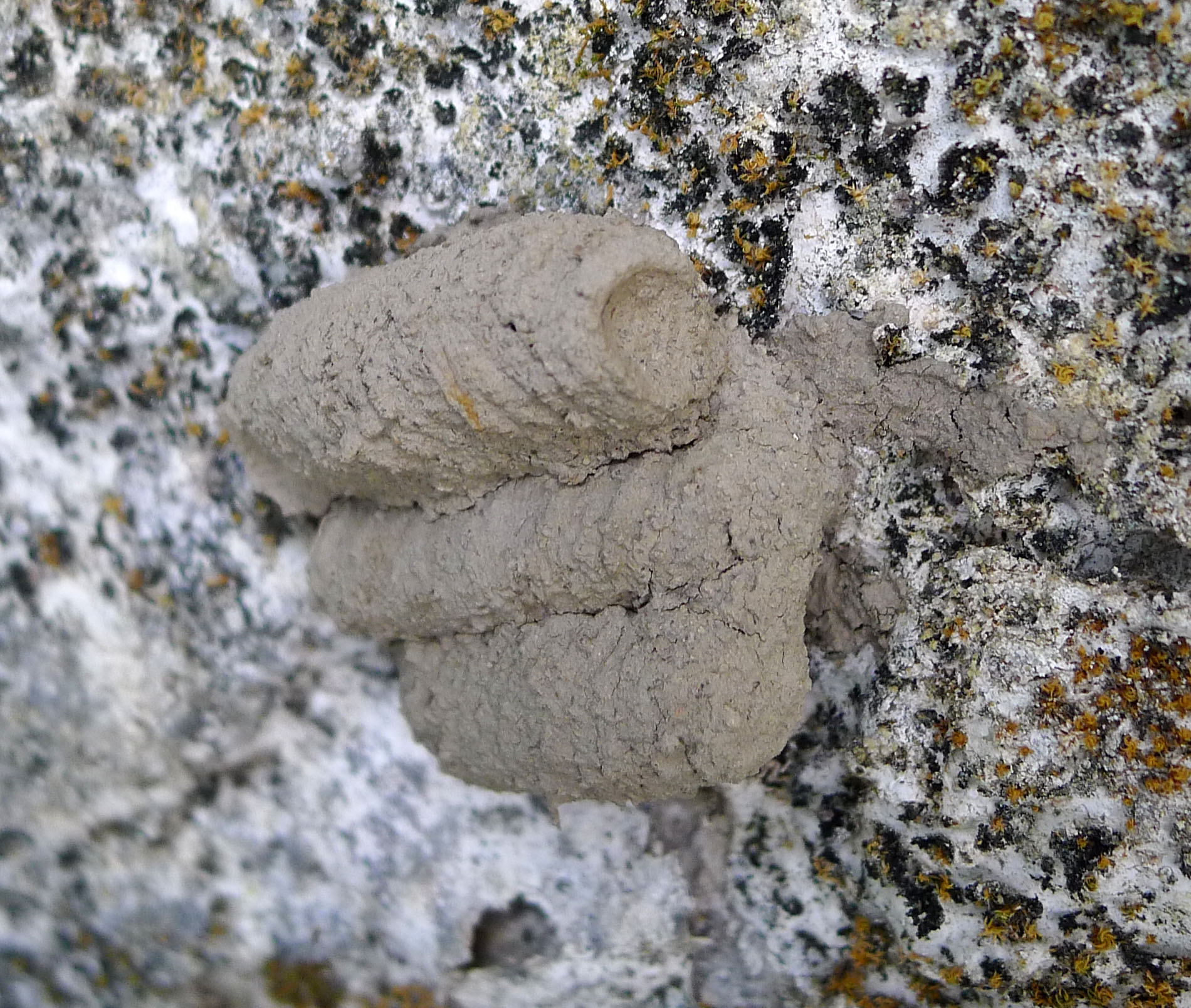
Gniazdo gliniarza naściennego z trzema komórkami gniazdowymi. Komórki w gniazdach tego gatunku są połączone ze sobą w jedną strukturę, co pozwala odróżnić je od drugiego polskiego gatunku, gliniarza murowego

Gliniarz naścienny jest samotną błonkówką i nie jest agresywny wobec człowieka. Jednak z powodu swojego kontrastowego ubarwienia bywa mylony ze społecznymi osami i zabijany. Dorosłe owady polują na pająki, które umieszczają w gniazdach jako pokarm dla larw, a same żywią się nektarem.